# Джузеппе Бегетто
Джузеппе Бегетто (італ. Giuseppe Beghetto, 8 жовтня 1939) — італійський велогонщик.
Олімпійський чемпіон 1960 року на тандемах.
Чемпіон світу з трекових велоперегонів 1965 (спринт), 1966 (спринт), 1968 (спринт) років, срібний призер 1961 (аматорський спринт), 1962 (аматорський спринт), 1967 (спринт) років.